# حمله سنبله ۱۳۹۲ به کنسولگری ایالات متحده آمریکا در هرات
در ۱۳ سپتامبر ۲۰۱۳، به کنسولگری ایالات متحده آمریکا در هرات، افغانستان توسط شبه نظامیان طالبان حمله شد. انفجار حوالی ساعت ۵:۳۰ دقیقه بامداد به وقت محلی در برابر دروازه ورودی محوطه کنسولگری ایالات متحده آمریکا روی داد. افراد مسلح، که جلیقه انتحاری بر تن داشتند، سوار بر یک کامیون بمب‌گذاری شده به دروازه ورودی کنسولگری نزدیک و با مأموران محافظ درگیر شدند. کامیون دقایقی پس از حمله منفجر شد و خسارات زیادی وارد آورد. حمله با انفجار خودروی بمب‌گذاری‌شده دو مهاجم در برابر ورودی محوطه کنسولگری انجام شد. بعد از این انفجار سه مهاجم که در خودروی دیگری سوار بودند به روی محافظان کنسولگری آتش گشودند. هشت عضو افغان نیروهای محافظتی کنسولگری و یک افسر پلیس افغان از جمله یک مترجم کشته شدند و نزدیک ۲۰ نفر مجروح شدند. درگیری مسلحانه انجام شد و همه هفت مهاجم کشته شدند. هیچ‌یک از آمریکایی‌ها کشته یا به‌طور جدی مجروح نشدند وزارت امور خارجه ایالات متحده آمریکا جوایز قهرمانانه را به چندین مدافع کنسولگری اعطا کرد.
طالبان مسئولیت این حمله را بر عهده گرفتند.
سازمان ملل متحد طی یک گزارش مطبوعاتی، این حمله را با شدیدترین لحن محکوم کرد.